# سیارک ۲۴۰۱
سیارک ۲۴۰۱ (به انگلیسی: 2401 Aehlita، نامگذاری:1975VM2) دو هزار و چهارصد و یکمین سیارک کشف شده‌است که در ۲ نوامبر ۱۹۷۵ کشف شد.
قدر مطلق سیارک برابر ۱۲٫۲۰ است.